# Metapherna amaurodes
Metapherna amaurodes är en fjärilsart som beskrevs av Edward Meyrick 1893. Metapherna amaurodes ingår i släktet Metapherna och familjen äkta malar. Inga underarter finns listade i Catalogue of Life.